# Toxikk
Toxikk ist ein Arena-Shooter-Computerspiel des hannoverschen Entwicklerstudios Reakktor Studios, das am 10. September 2016 für Windows-PCs veröffentlicht wurde.

## Spielverlauf
Es können bis zu 16 Spieler gegeneinander spielen, die dabei in verschiedenen Welten in zufällig generierten Teams gegeneinander antreten. Klassische Elemente wie Doppel- und Ausweichsprünge, Booster-Pick-Ups, Fahrzeuge, Sprungplattformen, Gesundheitspakete, optionale Mutatoren und neun Waffen mit jeweils sekundärem Feuermodus sind enthalten. Dabei dürfen alle Waffen gleichzeitig mitgenommen werden. Nach einem Respawn startet der Spieler wieder mit Messer und Pistole um erneut Bewaffnung im Level zu suchen. Während dem Spiel sammelt der Spieler Erfahrungspunkte, womit er seinen Rang erhöhen kann, was Einfluss auf das Matchmaking hat. Bots erlauben das Üben im Offline-Modus. Auch die eigene Gestaltung von Waffen über Steam ist in Toxikk mit Modifikationen möglich.

## Finanzierung
Das Spiel wurde über Vorbestellungen finanziert.
Der Hersteller verfolgt ein traditionelles Shareware-Konzept. Es existiert eine abgespeckte, kostenlose Version, die jedoch keine spielerische Einschränkungen besitzt. Für weitere Karten, Fahrzeuge, einen Server-Browser oder das Erstellen von eigenen Servern, Zugriff auf den Steam Workshop oder den Karteneditor, muss bezahlt werden. Auf moderne Finanzierungsmöglichkeiten wie Mikrotransaktionen wurde bewusst verzichtet.

## Rezeption
Das Spiel wurde als geistiger Nachfolger der Ego-Shooter der späten 1990er Jahre im Stile von Unreal Tournament eingeordnet. Eurogamer bemerkte das Toxikk wenig eigene Ideen mitbringe und auch nicht der schönste Shooter seiner Art sei. Das Spielgefühl sei jedoch toll und das Aufleben der guten alten Zeit sei gelungen.